# ميخائيل آدامز (لاعب كرة قدم أمريكية)
ميخائيل آدامز (بالإنجليزية: Michael Adams)‏ هو لاعب كرة قدم أمريكية أمريكي، ولد في 17 يونيو 1985 في دالاس في الولايات المتحدة.

## وصلات خارجية
- مايكل آدامز على موقع مرجع كرة القدم المحترفة.كوم (الإنجليزية)